# (28801) Maryanderson
(28801) Maryanderson est un astéroïde de la ceinture principale d'astéroïdes.

## Description
(28801) Maryanderson est un astéroïde de la ceinture principale d'astéroïdes. Il fut découvert le 27 avril 2000 à Socorro (Nouveau-Mexique) par le projet LINEAR. Il présente une orbite caractérisée par un demi-grand axe de 2,34 UA, une excentricité de 0,12 et une inclinaison de 4,6° par rapport à l'écliptique.

## Compléments